# Tremar
Tremar är en by i Cornwall distrikt i Cornwall grevskap i England. Byn är belägen 48,3 km 
från Truro. Orten har 648 invånare (2015).